# Stephen Kipkorir
Stephen Arusei Kipkorir Anyim (ur. 24 października 1970, zm. 8 lutego 2008) – kenijski lekkoatleta specjalizujący się w biegach średniodystansowych, brązowy medalista letnich igrzysk olimpijskich w Atlancie (1996), w biegu na dystansie 1500 metrów. Sukcesy odnosił również w biegach przełajowych.
Po sukcesie na olimpiadzie został zawodowym żołnierzem. Zginął w wypadku wojskowego samochodu pomiędzy Nakuru a Eldoret, podczas powrotu po służbie do domu.

## Sukcesy sportowe
- mistrz Kenii w biegu na 1500 m – 1996[1]

| Rok  | Miasto       | Zawody                                    | Konkurencja    | Wynik         |
| ---- | ------------ | ----------------------------------------- | -------------- | ------------- |
| 1996 | Atlanta      | letnie igrzyska olimpijskie               | bieg na 1500 m | brązowy medal |
| 1996 | Stellenbosch | mistrzostwa świata w biegach przełajowych |                | 14. miejsce   |
| 1997 | Fukuoka      | finał Grand Prix IAAF                     | bieg na 1 milę | 9. miejsce    |

## Rekordy życiowe
- bieg na 1500 m – 3:31,87 – Lozanna 03/07/1996
- bieg na 1500 m (hala) – 3:39,26 – Sztokholm 20/02/1997
- bieg na 1 milę – 3:57,40 – Nicea 12/07/1995
- bieg na 1 milę (hala) – 4:01,85 – Millrose 07/02/1997
- bieg na 2000 m – 4:54,80 – Nicea 12/07/1995
- bieg na 3000 m – 7:38,44 – Bellinzona 12/07/1996
- bieg na 3000 m (hala) – 7:41,28 – Stuttgart 02/02/1997
- bieg na 2 mile – 8:22,37 – Rieti 05/09/1995
- bieg na 3000 ppł – 8:43,66 – Saloniki 30/08/2000
- bieg na 5000 m – 13:26,49 – Sewilla 06/06/1996
- pół maraton – 64:52 – Paderborn 15/04/2006